# Zagadki rodziny Hunterów
Zagadki rodziny Hunterów (ang. Hunter Street, od 2017) – holenderski serial komediowy stworzony przez Reinta Schölvincka i Mellego Runderkampa, a wyprodukowany przez Blooming Media.
Premiera serialu odbyła się w Stanach Zjednoczonych 11 marca 2017 na amerykańskim kanale Nickelodeon. W Polsce premiera serialu odbyła się 25 września 2017 na antenie Nickelodeon Polska.
Emisja pierwszego sezonu serialu, liczącego 20 odcinków, została oficjalnie ogłoszona 2 marca 2017 przez Nickelodeon. Natomiast 25 kwietnia 2017 stacja Nickelodeon ogłosiła, iż zamówiono drugi sezon serialu, liczący również 20 odcinków. Sezon trzeci został ogłoszony przez Nickelodeon 27 lipca 2018.
19 kwietnia 2021 sezon 4 odbyła się premiera na pierwszym kanale na Nickelodeon Brytania.Premiera 4 sezonu w Polsce odbyła się 7 czerwca na nickelodeon.

## Opis fabuły
Serial opisuje perypetie piątki dzieci: Maxa, Tess, Aniki, Sala i Daniela, którzy po spędzeniu pierwszej nocy w nowym domu w Amsterdamie odkrywają, że ich przyrodni rodzice zniknęli w tajemniczych okolicznościach. Aby się dowiedzieć, co się stało z Erikiem i Kate, bohaterowie wyruszają na poszukiwanie wskazówek, które mogą pomóc im w rozwiązaniu tajemniczej zagadki.

## Obsada
- Stony Blyden jako Maksymilian „Max” Hunter
- Mae Mae Renfrow jako Tess Hunter
- Kyra Smith jako Anika Hunter
- Alyssa Guerrouche jako Jennie
- Thomas Jansen jako Daniel Hunter
- Daan Creyghton jako Salvatore „Sal” Hunter
- Ronald Top jako Erik Hunter
- Tooske Ragas jako Kate Hunter
- Yootha Wong-Loi-Sing jako Simone
- Zoë Harding jako Sophie Saganash
- Barnaby Savage jako Tim
- Eliyha Altena jako Oliver
- Sarah Nauta jako Jasmyn
- Kate Bensdorp jako Evie Hunter
- Wilson Radjou jako Jake Hunter
- Reiky de Valk jako Josh
- Padraig Turley jako Florian

Polski dubbing
- Milena Gąsiorek – Anika
- Igor Borecki – Sal
- Mateusz Weber – Daniel
- Agata Paszkowska – Tess
- Bartosz Wesołowski – Max
- Józef Pawłowski – Jake
- Nastazja Bytner – Evie
- Maksymilian Michasiów – Olivier
- Dominika Sell – Jasmyn
- Maciej Zuchowicz – Florian
- Krzysztof Rogucki – Josh

## Spis odcinków
| Seria | Odcinki | Premiera serii   | Finał serii      | Premiera serii    | Finał serii          |
| ----- | ------- | ---------------- | ---------------- | ----------------- | -------------------- |
| 1     | 20      | 11 marca 2017    | 7 kwietnia 2017  | 25 września 2017  | 20 października 2017 |
| 2     | 20      | 29 stycznia 2018 | 23 lutego 2018   | 4 czerwca 2018    | 26 października 2018 |
| 3     | 30      | 29 lipca 2019    | 27 września 2019 | 25 listopada 2019 | 11 listopada 2020    |
| 4     | 20      | 19 kwietnia 2021 | 20 maja 2021     | 7 czerwca 2021    | 22 października 2021 |

### Seria 1 (2017)
| 1 | The New Hunter             | Nowy Hunter                | Erwin van den Eshof               | Melle Runderkamp i Reint Schölvinck | 11 marca 2017   | 25 września 2017     | 101 |
| Do rodziny dołącza nowy Hunter. Jednak po nocy spędzonej w nowym domu, Erik i Kate nagle znikają.                                                                                            |                            |                            |                                   |                                     |                 |                      |     |
| 2 | Saganash                   | Saganash                   | Erwin van den Eshof               | Melle Runderkamp i Reint Schölvinck | 13 marca 2017   | 26 września 2017     | 102 |
| Po zorientowaniu się, że Erik i Kate z niewiadomych przyczyn zniknęli, dzieci postanawiają ich odnaleźć.                                                                                     |                            |                            |                                   |                                     |                 |                      |     |
| 3 | The Secret Room            | Ukryty pokój               | Erwin van den Eshof               | Melle Runderkamp i Reint Schölvinck | 14 marca 2017   | 27 września 2017     | 103 |
| Hunterowie odkrywają ukryty pokój. Tess wpada na trop tajemniczej osoby. |                            |                            |                                   |                                     |                 |                      |     |
| 4 | Principal                  | Dyrektorka                 | Erwin van den Eshof               | Melle Runderkamp i Reint Schölvinck | 15 marca 2017   | 28 września 2017     | 104 |
| Dyrektorka chce porozmawiać o zachowaniu Maksa w szkole. Hunterowie muszą zrobić coś, aby się nie dowiedziała o zniknięciu rodziców. Hunterowie dowiadują się co się stało z Erikiem i Kate. |                            |                            |                                   |                                     |                 |                      |     |
| 5 | Rinus                      | Rinus                      | Erwin van den Eshof               | Melle Runderkamp i Reint Schölvinck | 16 marca 2017   | 29 września 2017     | 105 |
| Max i Tess śledzą Rinusa, podczas gdy Sal i Anika robią bałagan w pokoju. |                            |                            |                                   |                                     |                 |                      |     |
| 6 | The Key                    | Klucz                      | Erwin van den Eshof i Hans Somers | Melle Runderkamp i Reint Schölvinck | 20 marca 2017   | 2 października 2017  | 106 |
| Max i Tess udają się na cmentarz poznać rodzinny sekret. W tym samym czasie Anika ma podejrzenia do nowej gospodyni.                                                                         |                            |                            |                                   |                                     |                 |                      |     |
| 7 | The Blue Diamond           | Niebieski diament          | Hans Somers                       | Melle Runderkamp i Reint Schölvinck | 21 marca 2017   | 3 października 2017  | 107 |
| Hunterowie, aby przyciągnąć wroga urządzają wystawę, której atrakcją jest diament. |                            |                            |                                   |                                     |                 |                      |     |
| 8 | MGP                        | MGP                        | Hans Somers                       | Melle Runderkamp i Reint Schölvinck | 22 marca 2017   | 4 października 2017  | 108 |
| Hunterowie otrzymują wiadomość od wroga, podczas gdy ktoś myśli, że są sami w domu. |                            |                            |                                   |                                     |                 |                      |     |
| 9 | Aunt Hedwig & Uncle Eugene | Ciotka Hedwig i wuj Eugene | Hans Somers                       | Melle Runderkamp i Reint Schölvinck | 23 marca 2017   | 5 października 2017  | 109 |
| Do domu Hunterów przybywają ciotka Hedwig i wuj Eugene. Okazuję się, że mają złe zamiary wobec Hunterów.                                                                                     |                            |                            |                                   |                                     |                 |                      |     |
| 10 | Contact                    | Kontakt                    | Hans Somers                       | Melle Runderkamp i Reint Schölvinck | 24 marca 2017   | 6 października 2017  | 110 |
| Hunterowie oddają diament, by ocalić rodziców. Muszą powstrzymać ciotkę Hedwig i wuja Eugene, którzy chcą przeszkodzić Hunterom.                                                             |                            |                            |                                   |                                     |                 |                      |     |
| 11 | The Relatives              | Krewni                     | Erwin van den Eshof               | Melle Runderkamp i Reint Schölvinck | 27 marca 2017   | 9 października 2017  | 111 |
| Anikę i Sala zabierają nowi rodzice, a Max i Tess próbują dowiedzieć się więcej o niebieskim diamencie.                                                                                      |                            |                            |                                   |                                     |                 |                      |     |
| 12 | The Red Diamond            | Czerwony diament           | Erwin van den Eshof               | Melle Runderkamp i Reint Schölvinck | 28 marca 2017   | 10 października 2017 | 112 |
| Dzieci dowiadują się o czerwony diamencie. Max ma sekret przed resztą Hunterów. |                            |                            |                                   |                                     |                 |                      |     |
| 13 | Cassandra’s Map            | Mapa Cassandry             | Erwin van den Eshof               | Melle Runderkamp i Reint Schölvinck | 29 marca 2017   | 11 października 2017 | 113 |
| 14 | Anika’s Birthday           | Urodziny Aniki             | Erwin van den Eshof               | Melle Runderkamp i Reint Schölvinck | 30 marca 2017   | 12 października 2017 | 114 |
| 15 | The Maze                   | Labirynt                   | Erwin van den Eshof               | Melle Runderkamp i Reint Schölvinck | 31 marca 2017   | 13 października 2017 | 115 |
| 16 | Undercover                 | Tajna misja                | Hans Somers                       | Melle Runderkamp i Reint Schölvinck | 3 kwietnia 2017 | 16 października 2017 | 116 |
| 17 | Sophie                     | Sophie                     | Hans Somers                       | Melle Runderkamp i Reint Schölvinck | 4 kwietnia 2017 | 17 października 2017 | 117 |
| 18 | Bruhl                      | Bruhl                      | Hans Somers                       | Melle Runderkamp i Reint Schölvinck | 5 kwietnia 2017 | 18 października 2017 | 118 |
| 19 | Almost Back                | Prawie z powrotem          | Hans Somers                       | Melle Runderkamp i Reint Schölvinck | 6 kwietnia 2017 | 19 października 2017 | 119 |
| 20 | The Deed                   | Akt                        | Hans Somers                       | Melle Runderkamp i Reint Schölvinck | 7 kwietnia 2017 | 20 października 2017 | 120 |

### Seria 2 (2018)
| Nr 219 | Tytuł                 | Polski tytuł         | Oryginalna premiera | Polska premiera      | Kod |
| ------ | --------------------- | -------------------- | ------------------- | -------------------- | --- |
| 1      | The Package           | Przesyłka            | 29 stycznia 2018    | 4 czerwca 2018       | 201 |
| 2      | The Arrest            | Aresztowanie         | 29 stycznia 2018    | 5 czerwca 2018       | 202 |
| 3      | Max                   | Max                  | 30 stycznia 2018    | 6 czerwca 2018       | 203 |
| 4      | Evie                  | Evie                 | 31 stycznia 2018    | 7 czerwca 2018       | 204 |
| 5      | The Museum            | Muzeum               | 1 lutego 2018       | 8 czerwca 2018       | 205 |
| 6      | The New Friend        | Nowa znajoma         | 2 lutego 2018       | 11 czerwca 2018      | 206 |
| 7      | The Family Tree       | Drzewo genealogiczne | 5 lutego 2018       | 12 czerwca 2018      | 207 |
| 8      | Playback              | Odpłata              | 6 lutego 2018       | 13 czerwca 2018      | 208 |
| 9      | The Plan              | Plan                 | 7 lutego 2018       | 14 czerwca 2018      | 209 |
| 10     | The Reverse Heist     | Skok wspak           | 8 lutego 2018       | 15 czerwca 2018      | 210 |
| 11     | The Mole              | Kret                 | 9 lutego 2018       | 15 października 2018 | 211 |
| 12     | The Green Mask        | Zielona maska        | 12 lutego 2018      | 16 października 2018 | 212 |
| 13     | Hacker Hideout        | Kryjówka hackera     | 13 lutego 2018      | 17 października 2018 | 213 |
| 14     | The Super Secret Room | Super tajny pokój    | 14 lutego 2018      | 18 października 2018 | 214 |
| 15     | The Crown             | Korona               | 15 lutego 2018      | 19 października 2018 | 215 |
| 16     | Hide and Seek         | Zabawa w chowanego   | 16 lutego 2018      | 22 października 2018 | 216 |
| 17     | The Houseboat         | Barka                | 20 lutego 2018      | 23 października 2018 | 217 |
| 18     | TSpy                  | Szpieg               | 21 lutego 2018      | 24 października 2018 | 218 |
| 19     | The Ritual            | Ceremonia            | 22 lutego 2018      | 25 października 2018 | 219 |
| 20     | Hunters Forever       | Na zawsze Hunterowie | 23 lutego 2018      | 26 października 2018 | 220 |

### Seria 3 (2019)
| Numer odcinka | Tytuł oryginalny           | Tytuł polski          | Oryginalna premiera | Polska premiera   | Kod |
| ------------- | -------------------------- | --------------------- | ------------------- | ----------------- | --- |
| 1             | The Birthday Gift          | Prezent na urodziny   | 29 lipca 2019       | 25 listopada 2019 | 301 |
| 2             | Strange House              | Dziwny dom            | 30 lipca 2019       | 26 listopada 2019 | 302 |
| 3             | The Storm                  | Burza                 | 31 lipca 2019       | 27 listopada 2019 | 303 |
| 4             | Jake’s Curse               | Jake i klątwa         | 1 sierpnia 2019     | 28 listopada 2019 | 304 |
| 5             | Lost In The Woods          | Zagubieni w lesie     | 2 sierpnia 2019     | 29 listopada 2019 | 305 |
| 6             | Oliver                     | Oliver                | 5 sierpnia 2019     | 2 grudnia 2019    | 306 |
| 7             | The Code                   | Kod                   | 6 sierpnia 2019     | 3 grudnia 2019    | 307 |
| 8             | Remedies and Riddles       | Receptury i zagadki   | 7 sierpnia 2019     | 4 grudnia 2019    | 308 |
| 9             | Curse or Cure?             | Pokonać klątwę        | 8 sierpnia 2019     | 5 grudnia 2019    | 309 |
| 10            | The Second Stone           | Drugi kamień          | 9 sierpnia 2019     | 6 grudnia 2019    | 310 |
| 11            | Return to Hunter Street    | Powrót do domu        | 12 sierpnia 2019    | 9 grudnia 2019    | 311 |
| 12            | Mr. Bear                   | Miś                   | 13 sierpnia 2019    | 10 grudnia 2019   | 312 |
| 13            | Rex to the Rescue          | Rex przybywa z pomocą | 14 sierpnia 2019    | 11 grudnia 2019   | 313 |
| 14            | Secret Signs               | Tajemne znaki         | 15 sierpnia 2019    | 12 grudnia 2019   | 314 |
| 15            | Evil Narikoa               | Evil Narikoa          | 16 sierpnia 2019    | 13 grudnia 2019   | 315 |
| 16            | Siblings                   | Rodzeństwo            | 9 września 2019     | 2 listopada 2020  | 316 |
| 17            | What Hides Beneath         | Co się kryje głębiej  | 10 września 2019    | 2 listopada 2020  | 31  |
| 18            | The Butterfly Sun          | Słońce Motyl          | 11 września 2019    | 3 listopada 2020  | 318 |
| 19            | Appeals                    | Apel                  | 12 września 2019    | 3 listopada 2020  | 319 |
| 20            | Trapped                    | W pułapce             | 13 września 2019    | 4 listopada 2020  | 320 |
| 21            | Escape                     | Ucieczka              | 16 września 2019    | 4 listopada 2020  | 321 |
| 22            | Moms                       | Matki                 | 17 września 2019    | 5 listopada 2020  | 322 |
| 23            | Swamped                    | W bagnie              | 18 września 2019    | 5 listopada 2020  | 323 |
| 24            | Truth and Lies             | Prawda i kłamstwo     | 19 września 2019    | 6 listopada 2020  | 324 |
| 25            | The Final Riddle?          | Ostatnia zagadka?     | 20 września 2019    | 6 listopada 2020  | 325 |
| 26            | Revelations                | Odkrycia              | 23 września 2019    | 9 listopada 2020  | 326 |
| 27            | Not Quite X Marks the Spot | Punkt na mapie        | 24 września 2019    | 9 listopada 2020  | 327 |
| 28            | Tricky Times               | Podstępy              | 25 września 2019    | 10 listopada 2020 | 328 |
| 29            | The Pyramid                | Piramida              | 26 września 2019    | 10 listopada 2020 | 329 |
| 30            | Eclipse                    | Zaćmienie             | 27 września 2019    | 11 listopada 2020 | 330 |

### Seria 4 (2021)
| Numer odcinka | Tytuł oryginalny               | Tytuł polski                      | Oryginalna premiera | Polska premiera      | Kod |  |
| ------------- | ------------------------------ | --------------------------------- | ------------------- | -------------------- | --- |  |
| 1             | An Unexpected Guest            | Niespodziewany gość               | 19 kwietnia 2021    | 7 czerwca 2021       | 331 |  |
| 2             | Babies, Bunnies and Beards     | Maluch i maskotka                 | 20 kwietnia 2021    | 7 czerwca 2021       | 332 |  |
| 3             | Sally Hunter                   | Sally Hunter                      | 21 kwietnia 2021    | 8 czerwca 2021       | 333 |  |
| 4             | Quantum Problems and Dead Ends | Kwantowe problemy i ślepe uliczki | 22 kwietnia 2021    | 8 czerwca 2021       | 334 |  |
| 5             | House Arrest                   | Areszt domowy                     | 26 kwietnia 2021    | 9 czerwca 2021       | 335 |  |
| 6             | The Intruder                   | Intruz                            | 27 kwietnia 2021    | 9 czerwca 2021       | 336 |  |
| 7             | Mind Games                     | Manipulacje                       | 28 kwietnia 2021    | 10 czerwca 2021      | 337 |  |
| 8             | Break-in                       | Włamanie                          | 29 kwietnia 2021    | 10 czerwca 2021      | 338 |  |
| 9             | Relatively Speaking            | Powiązania i pokrewieństwo        | 3 maja 2021         | 11 czerwca 2021      | 339 |  |
| 10            | Enemies Within                 | Wewnętrzni wrogowie               | 4 maja 2021         | 11 czerwca 2021      | 400 |  |
| 11            | Badika                         | Złanika                           | 5 maja 2021         | 11 października 2021 | 401 |  |
| 12            | Operation Rockabye             | Operacja Kołysanka                | 6 maja 2021         | 12 października 2021 | 402 |  |
| 13            | Sleepwalkers                   | Lunatycy                          | 10 maja 2021        | 13 października 2021 | 403 |  |
| 14            | Saving Anika                   | Ratunek dla Aniki                 | 11 maja 2021        | 14 października 2021 | 404 |  |
| 15            | I Spy                          | Szpieg                            | 12 maja 2021        | 15 października 2021 | 405 |  |
| 16            | Hologram: Unlocked             | Hologram odblokowany              | 13 maja 2021        | 18 października 2021 | 406 |  |
| 17            | The Missing Piece              | Brakujący element                 | 17 maja 2021        | 19 października 2021 | 406 |  |
| 18            | Testing Times                  | Pora próby                        | 18 maja 2021        | 20 października 2021 | 407 |  |
| 19            | Brainwooshed                   | Pranie mózgów                     | 19 maja 2021        | 21 października 2021 | 408 |  |
| 20            | Showdown                       | Konfrontacja                      | 20 maja 2021        | 22 października 2021 | 409 |  |